# Yūki Ōnishi
Yūki Ōnishi (japanisch 大西 勇輝 Ōnishi Yūki; * 30. Juli 1996 in der Präfektur Nara) ist ein ehemaliger japanischer Fußballspieler.

## Karriere
Ōnishi erlernte das Fußballspielen in der Jugendmannschaft von Kyoto Sanga FC. Seinen ersten Vertrag unterschrieb er 2015 beim Kyoto Sanga FC. Der Verein spielte in der zweithöchsten Liga des Landes, der J2 League. 2015 spielte er drei-mal in der J.League U-22 Selection. Diese Mannschaft, die in der dritten Liga, der J3 League, spielte, setzte sich aus den besten Nachwuchsspielern der höherklassigen Vereine zusammen. Das Team wurde mit Blick auf die Olympischen Sommerspiele 2016 in Rio de Janeiro gegründet. 2016 wurde er an den Nara Club ausgeliehen. Für den Verein absolvierte er 14 Ligaspiele. Ende 2017 beendete er seine Karriere als Fußballspieler.